# Арпоадор
Арпоадор (Arpoador) је четврт Рио де Жанеира, лоцирана у јужној зони града на малом полуострву између Ипанеме и Копакабане. Оно што је познато у овој четврти, као и у свим у јужној зони су плаже, чак се име четврти користи као назив за плаже у овој четврти, као што је случај са Копакабаном и осталим у овој зони.